# Vlag van Middelkerke
De vlag van Middelkerke werd door de gemeenteraad op 10 februari 1987 officieel vastgesteld als de gemeentelijke vlag van de West-Vlaamse gemeente Middelkerke. Op 26 mei 1987 werd hij door het Bestuur van Vlaanderen bevestigd en uiteindelijk gepubliceerd op 3 december 1987 in het officiële Belgisch Staatsblad.
Officieel wordt de vlag beschreven als:
Twee even lange banen 1. geschaakt van drie rijen van wit en van blauw 2. wit met een leeuw, ondersteund door een omgekeerd schuingeplaatst anker en vergezeld onderaan van een zespuntige ster, het geheel van zwart.
De vlag is gebaseerd op het gemeentewapen en heeft dan ook dezelfde tekening en kleuren op de vlag als op het wapen.

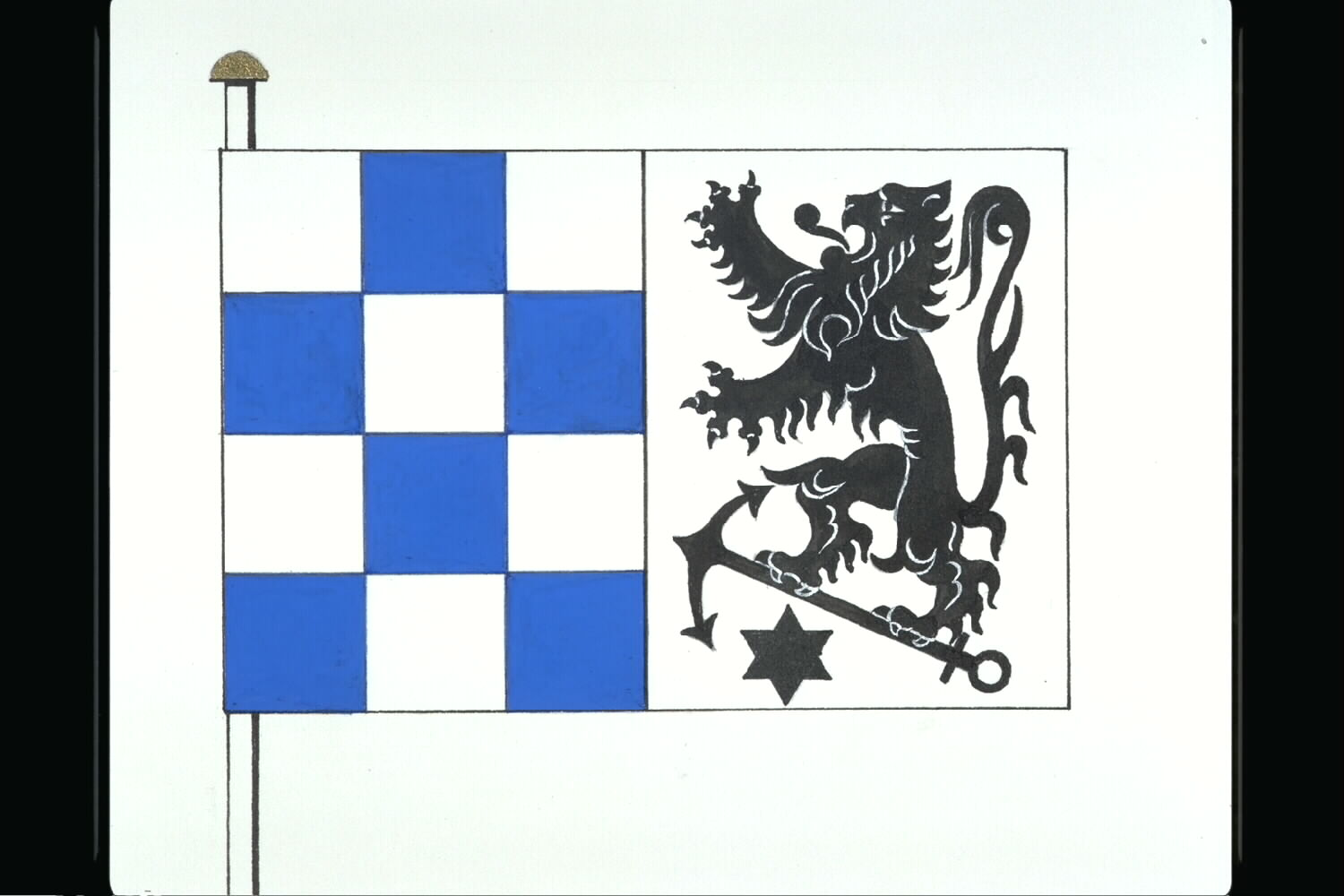
Officiële tekening van de vlag
Wapen van Middelkerke

## Gebruik
Hoewel de gemeente haar eigen vlag heeft, gebruikt het gemeentebestuur deze niet op haar openbare gebouwen, maar gebruikt de vlag van de gemeentedienst Middelkerke.
De oude logovlag is veel kleurrijker en toont gele duinen in de basis, met de elementen van het vorige logo, maar allemaal blauw. De rest van de vlag – ongeveer ⅔ – wordt in beslag genomen door speelse lichtblauwe, hemelsblauwe en koningsblauwe golven, allemaal erg dun, tegen een donkerblauwe achtergrond.